# 刘悦伦
刘悦伦（1957年5月—），男，汉族，湖南攸县人，中华人民共和国政治人物。中山大学哲学系毕业，英国利物浦大学公共行政与管理学院公共行政专业哲学博士，高级经济师。

## 生平
生于湖南省攸县新市镇新市村，1973年11月参加工作，任韶关市曲江县国营消雪岭茶场知青，并于1975年12月加入中国共产党，1977年2月，任广州铁路局第五工程段工人。1978年3月，在中山大学哲学系学习，毕业后留校任职，担任中山大学哲学系、政治行政学系助教、讲师。1989年10月，在英国利物浦大学公共行政与管理学院公共行政专业读博士:837。
1993年11月，任广州越秀投资管理公司副总经理。1994年4月，任香港宜发实业公司副总经理。1997年6月，任广州经济技术开发区经济发展局局长。2001年9月，任广州经济技术开发区计划与科技局局长。2001年11月，任广州经济技术开发区、广州高新技术产业开发区、广州出口加工区管委会副主任、党委委员。2002年7月，任广州经济技术开发区、广州高新技术产业开发区、广州出口加工区、广州保税区管委会副主任、党委委员。2005年9月，任广州经济技术开发区、广州高新技术产业开发区、广州出口加工区、广州保税区管委会副主任、党委委员，中共萝岗区党委副书记、区长。2009年2月，任中共广州市荔湾区委书记、区人大常委会主任。2010年7月，任中共广州市天河区委书记、区人大常委会主任。2011年7月，任中共佛山市委副书记、代市长（2012年1月正式当选市长）。2013年，当选第十二届全国人民代表大会广东地区代表。2018年1月，当选第十三届全国政协委员。2014年5月，任中共佛山市委书记。2016年1月，当选广东省人大常委会副主任。2017年1月，当选广州市政协主席。2021年1月，卸任市政协主席职务。